# Хосе Сіфуентес
Хосе Сіфуентес (ісп. José Cifuentes; нар. 12 березня 1999, Есмеральдас) — еквадорський футболіст, півзахисник клубу «Рейнджерс» та національної збірної Еквадору.

## Клубна кар'єра
Народився 12 березня 1999 року в місті Есмеральдас. Вихованець футбольної школи клубу «Універсідад Католіка» (Кіто). Дорослу футбольну кар'єру розпочав 2016 року в основній команді того ж клубу, в якій провів два сезони, взявши участь у 6 матчах чемпіонату. Після цього для отримання ігрової практики протягом 2017–2019 років грав у клубі «Америка де Кіто», з яким 2018 року вийшов у вищий дивізіон країни.
У січні 2020 року Хосе підписує чотирирічний контракт з клубом МЛС «Лос-Анджелес».
3 серпня 2023 року Сіфуентес укладає угоду з шотландським клубом «Рейнджерс». На початку 2024 року на правах оренди переходить до бразильської команди «Крузейро». З 10 серпня 2024 також на правах оренди захищає кольори грецького клубу «Аріс» (Салоніки).

## Виступи за збірну
З 2019 року залучався до складу молодіжної збірної Еквадору до 20 років. У її складі брав участь у молодіжному чемпіонаті Південної Америки 2019 року, зігравши 9 ігор і допоміг своїй збірній вперше в історії виграти золоті медалі змагання. Цей результат дозволив команді кваліфікуватись на молодіжний чемпіонат світу 2019 року, куди поїхав і Сіфуентес.

## Титули та досягнення

### Клубні
«Лос-Анджелес»
- Кубок МЛС: 2022[5]
- Supporters' Shield: 2022[5]

«Рейнджерс»
- Володар Кубка шотландської ліги (1): 2023/24

### Збірні
- Переможець молодіжного чемпіонату Південної Америки: 2019